# Iconic Tower
Der Iconic Tower ist ein Wolkenkratzer in der Neuen Hauptstadt Ägyptens. Mit einer Gebäudehöhe von 394 Metern ist er das höchste Gebäude Afrikas und löst The Leonardo in Südafrika ab. Das Gebäude ist Teil des neuen Geschäfts- und Bürodistrikts in Ägyptens neuer Hauptstadt, welcher über 20 Wolkenkratzer beinhalten wird. Es hat 77 Stockwerke und beherbergt ein Hotel, Büros und Wohnungen.
Der Bau des Gebäudes begann im Jahr 2019. Als Architekten zeichnen Dar al-Handasah Shair & Partners verantwortlich. Er wurde von der China State Construction Engineering Corporation in Zusammenarbeit mit lokalen ägyptischen Bauunternehmen errichtet. Die Arbeiten wurden im Jahr 2024 abgeschlossen.